# Cryncus agilis
Cryncus agilis är en insektsart som beskrevs av Otte, D. 1985. Cryncus agilis ingår i släktet Cryncus och familjen syrsor. Inga underarter finns listade i Catalogue of Life.